# مارلینا زاگونی
مارلینا زاگونی (انگلیسی: Marlena Zagoni; ۲۲ january ۱۹۵۱ (۷۴ سال) – ) قایقران روئینگ اهل رومانی بود.
وی در مسابقات کشوری و بین‌المللی در مجموع برندهٔ ۳ مدال برنز شده‌است.